# Hannes Wolf
Hannes Wolf (Bochum, 15 aprile 1981) è un allenatore di calcio ed ex calciatore tedesco, di ruolo attaccante, attuale commissario tecnico della Nazionale Under-20 tedesca.

## Carriera
Wolf inizia la propria carriera di allenatore contestualmente a quella di calciatore nelle serie inferiori tedesche. Dal 2010 entra a far parte dello staff delle squadre giovanili del Borussia Dortmund. 
Il 20 settembre 2016 viene ufficializzato il suo ingaggio da parte dello Stoccarda, in 2. Fußball-Bundesliga, per sostituire l'esonerato Jos Luhukay. A fine stagione vince il campionato e riporta in Bundesliga il club del Baden-Württemberg. La stagione 2017-2018 inizia con lo Stoccarda che alterna risultati utili in casa con sconfitte in trasferta, fino alla 15ª giornata quando inanella una serie negativa di sei sconfitte su sette incontri che portano al licenziamento del tecnico.
A ottobre 2018 viene ingaggiato dall'Amburgo, in 2. Fußball-Bundesliga. Chiude il campionato con gli Anseatici al quarto posto, a un punto dalla zona promozione e a fine stagione viene esonerato.
Il 19 novembre 2019 viene nominato allenatore della squadra belga del Genk, in sostituzione di Felice Mazzù.
Nell'ottobre 2020 diventa il commissario tecnico della nazionale under-18 tedesca, ma lascia l'incarico il 23 marzo 2021, essendo stato scelto per sostituire l’esonerato Peter Bosz alla guida del Bayer Leverkusen, qualificandosi per l’Europa League con il sesto posto finale. Non viene poi confermato per la stagione seguente, ma assume la carica, a partire da luglio 2021, di selezionatore per la nazionale under-19 della Germania. 
Da luglio 2022 ricopre il ruolo di CT della nazionale under-20 tedesca.

## Statistiche

### Statistiche da allenatore
Statistiche aggiornate al 30 giugno 2021. In grassetto le competizioni vinte.

#### Club
| Stagione         | Squadra              | Campionato       | Campionato | Campionato | Campionato | Campionato | Coppe nazionali | Coppe nazionali | Coppe nazionali | Coppe nazionali | Coppe nazionali | Coppe continentali | Coppe continentali | Coppe continentali | Coppe continentali | Coppe continentali | Altre coppe | Altre coppe | Altre coppe | Altre coppe | Altre coppe | Totale | Totale | Totale | Totale | % Vittorie | Piazzamento |
| Stagione         | Squadra              | Comp             | G          | V          | N          | P          | Comp            | G               | V               | N               | P               | Comp               | G                  | V                  | N                  | P                  | Comp        | G           | V           | N           | P           | G      | V      | N      | P      | %          | Piazzamento |
| ---------------- | -------------------- | ---------------- | ---------- | ---------- | ---------- | ---------- | --------------- | --------------- | --------------- | --------------- | --------------- | ------------------ | ------------------ | ------------------ | ------------------ | ------------------ | ----------- | ----------- | ----------- | ----------- | ----------- | ------ | ------ | ------ | ------ | ---------- | ----------- |
| feb.-giu. 2011   | Borussia Dortmund II | RW               | 15         | 6          | 5          | 4          | -               | -               | -               | -               | -               | -                  | -                  | -                  | -                  | -                  | -           | -           | -           | -           | -           | 15     | 6      | 5      | 4      | 40,00      | Sub., 6º    |
| set. 2016-2017   | Stoccarda            | 2BL              | 28         | 17         | 6          | 5          | CG              | 1               | 0               | 0               | 1               | -                  | -                  | -                  | -                  | -                  | -           | -           | -           | -           | -           | 29     | 17     | 6      | 6      | 58,62      | Sub., 1º    |
| 2017-gen. 2018   | Stoccarda            | BL               | 20         | 6          | 2          | 12         | CG              | 3               | 1               | 1               | 1               | -                  | -                  | -                  | -                  | -                  | -           | -           | -           | -           | -           | 23     | 7      | 3      | 13     | 30,43      | Esonerato   |
| Totale Stoccarda | Totale Stoccarda     | Totale Stoccarda | 48         | 23         | 8          | 17         |                 | 4               | 1               | 1               | 2               |                    | -                  | -                  | -                  | -                  |             | -           | -           | -           | -           | 52     | 24     | 9      | 19     | 46,15      |             |
| ott. 2018-2019   | Amburgo              | 2BL              | 24         | 11         | 5          | 8          | CG              | 4               | 3               | 0               | 1               | -                  | -                  | -                  | -                  | -                  | -           | -           | -           | -           | -           | 28     | 14     | 5      | 10     | 50,00      | Sub., 4º    |
| nov. 2019-2020   | Genk                 | PL               | 14         | 7          | 2          | 5          | CB              | 1               | 0               | 0               | 1               | UCL                | 2                  | 0                  | 0                  | 2                  | -           | -           | -           | -           | -           | 17     | 7      | 2      | 8      | 41,18      | Sub., 7º    |
| ago.-set. 2020   | Genk                 | PL               | 5          | 1          | 2          | 2          | CB              | -               | -               | -               | -               | -                  | -                  | -                  | -                  | -                  | -           | -           | -           | -           | -           | 5      | 1      | 2      | 2      | 20,00      | Esonerato   |
| Totale Genk      | Totale Genk          | Totale Genk      | 19         | 8          | 4          | 7          |                 | 1               | 0               | 0               | 1               |                    | 2                  | 0                  | 0                  | 2                  |             | -           | -           | -           | -           | 22     | 8      | 4      | 10     | 36,36      |             |
| mar.-giu. 2021   | Bayer Leverkusen     | BL               | 8          | 3          | 3          | 2          | CG              | -               | -               | -               | -               | UEL                | -                  | -                  | -                  | -                  | -           | -           | -           | -           | -           | 8      | 3      | 3      | 2      | 37,50      | Sub., 6º    |
| Totale carriera  | Totale carriera      | Totale carriera  | 114        | 51         | 25         | 38         |                 | 9               | 4               | 1               | 4               |                    | 2                  | 0                  | 0                  | 2                  |             | -           | -           | -           | -           | 125    | 55     | 26     | 44     | 44,00      |             |

#### Nazionale
Statistiche aggiornate al 24 ottobre 2024.
| Squadra       | Naz                 | dal            | al             | Record | Record | Record | Record | Record | Record | Record | Record     |
| Squadra       | Naz                 | dal            | al             | G      | V      | N      | P      | GF     | GS     | DR     | % Vittorie |
| ------------- | ------------------- | -------------- | -------------- | ------ | ------ | ------ | ------ | ------ | ------ | ------ | ---------- |
| Germania U-18 | Germania (bandiera) | 2 ottobre 2020 | 22 marzo 2021  | 0      | 0      | 0      | 0      | 0      | 0      | +0     | —          |
| Germania U-19 | Germania (bandiera) | 1º luglio 2021 | 30 giugno 2022 | 12     | 5      | 4      | 3      | 24     | 15     | +9     | 41,67      |
| Germania U-20 | Germania (bandiera) | 1º luglio 2022 | in corso       | 19     | 11     | 5      | 3      | 40     | 24     | +16    | 57,89      |

## Palmares

### Allenatore
- Campionato tedesco di seconda divisione: 1

Stoccarda: 2016-2017